# 福岡県立田川農林高等学校
福岡県立田川農林高等学校（ふくおかけんりつ たがわのうりんこうとうがっこう）は、福岡県田川郡香春町中津原にあった県立の農業高等学校。
福岡県立高校統廃合の実施に伴い2007年（平成19年）3月31日限りで閉校となった。

## 沿革
歴史
1909年（明治42年）「田川郡立田川農林学校」（実業学校）として創立。数回の改組・改称を経て、最終名になったのは1955年（昭和30年）。2007年（平成19年）3月末をもって閉校し、98年の歴史に幕を下ろした。閉校後は福岡県立田川科学技術高等学校に統合された。
実業学校時代
- 1909年（明治42年）
  - 4月19日 -「田川郡立田川農林学校」が創立。定員を150名とする。
  - 10月31日 - 開校式を挙行。
- 1910年（明治43年）3月 - 英彦山高巣原に演習林を設置。
- 1912年（明治45年）4月 - 1年制の甲種別科を設置。
- 1917年（大正6年）1月 - 県立移管により「福岡県立田川農林学校」に改称。
- 1919年（大正8年）4月 - 新寄宿舎が完成。
- 1931年（昭和6年）11月 - 校歌・校旗を制定。
- 1939年（昭和14年）10月 - 平原農場が完成。運動場を拡張。
- 1941年（昭和16年）4月 - 農林土木科を設置。定員を450名とする。
- 1944年（昭和19年）4月 - 入学資格・修業年限を以下のように改める。
  - 農林科は国民学校初等科修了者を入学資格とし、修業年限を4年制とする。
  - 土木科は国民学校高等科修了者を入学資格とし、修業年限を3年制とする。
- 1945年（昭和20年）6月 - 戦争激化のため、小倉陸軍病院に疎開。
- 1946年（昭和21年）4月 - 農業科の修業年限が5年に改められる。
- 1947年（昭和22年）4月 - 学制改革により、新制中学校を併設（以下・併設中学校）。経過措置のため、農林学校1・2年修了者を新制中学校2・3年生として収容。農林学校としての生徒募集を停止。

新制高等学校
- 1948年（昭和23年）
  - 4月1日 - 学制改革により、新制高等学校「福岡県立田川農業高等学校」に改組・改称。
    - 旧制・農林学校より併設中学校を継承。併設中学校は1946年（昭和21年）に農林学校へ最後に入学した3年生のみとなる。
    - 定員を全日制課程 農業科300名、林業科150名、農業土木科150名、計600名とする。

  - 7月 - PTAが発足。
  - 8月 - 本校に定時制課程を設置。川崎分校を設置（川崎町）。
- 1949年（昭和24年）
  - 3月31日 - 最後の卒業生を送り出し、併設中学校を廃止。
  - 5月1日 -「福岡県立田川南高等学校」となる。
- 1951年（昭和26年）
  - 3月 - 同窓会兼図書館が完成。
  - 4月 - 農業科に女子学級を新設。川崎分校を福岡県立西田川高等学校に移管。
- 1953年（昭和28年）
  - 7月 - 新校旗を制定。
  - 8月 - 体育館兼講堂が完成。
- 1954年（昭和29年）4月 - 農村家庭科を新設。
- 1955年（昭和30年）
  - 4月1日 - 「福岡県立田川農林高等学校」（最終名）に改称。
  - 6月 - 実習教室が完成。
- 1956年（昭和31年）4月 - 定時制課程農業科の生徒募集を停止。
- 1958年（昭和33年）4月 - 園芸科を新設。
- 1960年（昭和35年）
  - 3月 - 川崎分校を福岡県立西田川高等学校に移管[1]。
  - 12月 - 鉄筋コンクリート造2階建ての校舎改築（第一期工事）が完了。
- 1961年（昭和36年）8月 - 鉄筋コンクリート造2階建ての校舎改築（第二期工事）が完了。
- 1962年（昭和37年）4月 - 定時制課程農業土木科および農村家庭科の生徒募集を停止。
- 1963年（昭和38年）4月 - 農村家庭科を生活科に改称。
- 1965年（昭和40年）3月 - 新校門が完成。
- 2005年（平成17年）4月 - 田川農林高等学校としての生徒募集を停止。福岡県立田川科学技術高等学校が併設される。
- 2007年（平成19年）3月31日 - 統合により閉校。

## 各種証明書の発行先
- 〒825-0005　福岡県田川市糒1900番地 福岡県立田川科学技術高等学校　内

## 参考資料
- 「香春町誌」（1966年（昭和41年）9月30日発行, 香春町）